# Baltimore Gas and Electric Company Building
El Baltimore Gas and Electric Company Building o 39 West Lexington es un edificio de oficinas histórico ubicado en Baltimore, Maryland (Estados Unidos). Es la antigua sede de la antigua Consolidated Gas, Light and Electric Power Company of Baltimore City (lit. Compañía consolidada de gas, luz y energía eléctrica de la ciudad de Baltimore), que fue una fusión a principios del siglo XX de la antigua Compañía de luz de gas de Baltimore con varias otras empresas  de gas y energía eléctrica para formar un monopolio. En 1955, se desechó el título de Consolidated y la empresa de servicios públicos pasó a llamarse Baltimore Gas and Electric Company (BG&E).

## Historia y Construcción
Un rascacielos de 21 pisos diseñado por el estudio de arquitectura con sede en Boston y Baltimore de Parker, Thomas and Rice, y fue construido en 1916. Con 88 m de altura estuvo empatado con la Emerson Bromo-Seltzer Tower de 1916 a 1923 como el edificio más alto de Baltimore. Se construyó con un esqueleto de acero estructural y una estructura de piso de arco de tejas. El exterior está revestido con granito gris y mármol gris y blanco desde el primer hasta el tercer piso (incluido el entrepiso) y terracota vidriada en un estilo clásico Beaux-Arts. El edificio incluye esculturas en el cuarto piso que representan "conocimiento", "luz", "calor" y "poder".
El Baltimore Gas and Electric Company Building se incluyó en el Registro Nacional de Lugares Históricos en 2003. 
En 1966 se construyó una adición más pequeña, diseñada por Fisher, Nes, Campbell and Associates.
Fue comprado en 2006 y reabierto en 2007 como apartamentos de lujo completos con dos niveles de penthouse por Southern Management Corporation.

## Explosión de 2020
El 23 de diciembre de 2020, el edificio sufrió una explosión. Más de 21 personas resultaron heridas, al menos 9 de gravedad debido a una explosión en el edificio. El techo del edificio colapsó parcialmente y más de 23 personas requirieron rescate; mientras que todo el edificio tuvo que ser evacuado. La explosión se consideró sospechosa debido a su relativa rapidez con respecto a una explosión que ocurrió en Nashville el mismo día.